# Atomaria lineola
Atomaria lineola is een keversoort uit de familie harige schimmelkevers (Cryptophagidae). De wetenschappelijke naam van de soort werd in 1920 gepubliceerd door Notman.